# THK
THK (THK Co., Ltd.) («Ти-Эйч-Кей») — японский производитель систем линейного перемещения.
Первая в мире компания, разработавшая метод организации линейного перемещения с роликовым контактом и начавшая производить и продавать линейные направляющие (LM). 
Основана в 1971 году.

## История

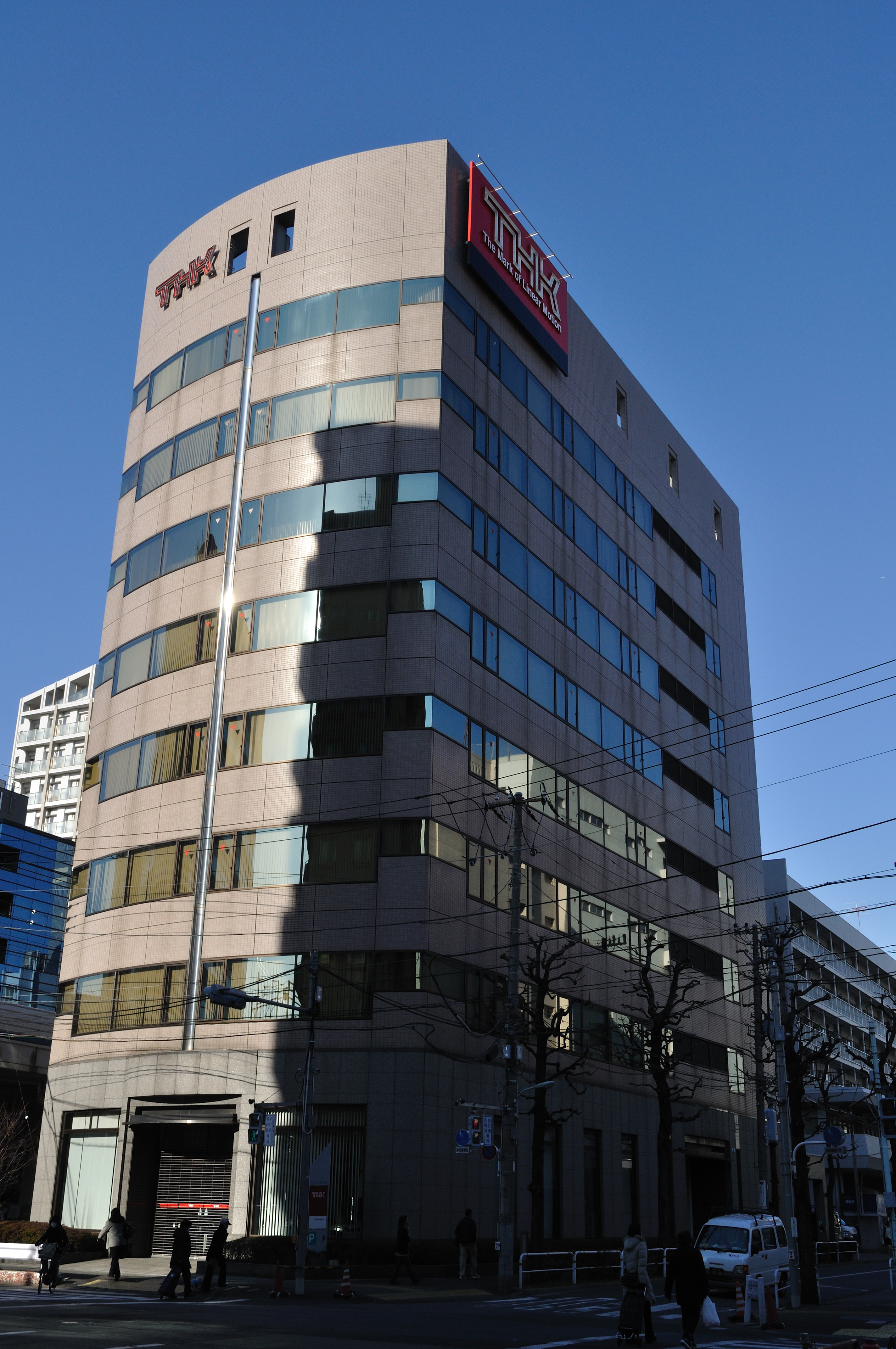
Штаб-квартира компании в Синагава, 2012

1971: основание компании в Токио, Япония.

1972: начало производства и продаж линейных направляющих.

1979: начало производства и продаж шарико-винтовых передач.

1981: основание THK America, Inc в США.

1982: основание THK Europe Gmbh в Германии.

1989: основание THK Taiwan Co., Ltd на Тайване.

1996: разработала и внедрила направляющую LM с шариковым сепаратором.

1997: основание производственного комплекса в США.

2000: основание производственного комплекса во Франции.

2001: внесение акций в список первой категории на Токийской бирже.

2004: Основание THK China Co., Ltd.

2006: Основание THK LM Systems Pte, Ltd.

## Деятельность
Основное производство: линейные направляющие LM (каретки, рельсы), шарико-винтовые передачи (ШВП), актуаторы, подшипники с перекрестными роликами, втулки, наконечники тяги, смазка и др.

Производственные мощности: 12 производственных центров в Японии, 2 завода в Европе и 7 заводов в США, Китае и Корее.